# Paepalanthus candidus
Paepalanthus candidus är en gräsväxtart som beskrevs av Silveira. Paepalanthus candidus ingår i släktet Paepalanthus och familjen Eriocaulaceae. Inga underarter finns listade i Catalogue of Life.